# 県央振興局

長崎県旗

県央振興局（けんおうしんこうきょく）は、長崎県の県央地域を管轄する県の出先機関であり、諫早市に置かれている。2009年（平成21年）の組織改編で、新設された機関である。

## 所在地
- 〒854-0071　長崎県諫早市永昌東町9-26、北緯32度51分16.83秒 東経130度2分31.92秒
  - 部署によっては、住所が異なるものもある。「組織」の項目に（　　）で記す。

## 主所管区
| 長崎地域 県北地域 県央地域 島原地域 | 五島地域 壱岐地域 対馬地域 |

- 諫早市
- 大村市

長崎県 地域区分図
長崎地域
県北地域
県央地域
島原地域
五島地域
壱岐地域
対馬地域
（濃色が市部、淡色が郡部）

- 部署によっては、所管区がこれに更に加わる場合もある。以下に示す。

## 組織
- 管理部
  - 【所管区】諫早市、大村市
    - 総務課、地域づくり推進課

- 税務部 （諫早市永昌東町9-26）、北緯32度51分5.74秒 東経130度2分34.01秒
  - 【所管区】諫早市、大村市、 雲仙市、島原市、南島原市 
    - 納税課
    - 課税課
      - 島原出張所 [1]（旧島原県税事務所、島原市新田町347-9、北緯32度47分20.5秒 東経130度22分29.3秒）

- 保健部（県央保健所）（諫早市栄田町26-49、北緯32度51分32.8秒 東経130度2分17.6秒）
  - 【所管区】諫早市、大村市、 東彼杵郡 
    - 企画調整課
    - 衛生環境課
    - 地域保健課

- 農林部
  - 【所管区】諫早市、大村市、 長崎市、西彼杵郡、西海市 、東彼杵郡
    - 農業企画課
    - 長崎地域普及課
    - 諫早地域普及課
    - 大村・東彼地域普及課
      - 諫早湾干拓営農支援センター （諫早市高来町金崎149-6、北緯32度51分56.84秒 東経130度6分38.7秒）
      - 西海事務所（西海市西彼町喰場郷736、西海市役所西彼総合支所内北緯32度59分14秒 東経129度46分21秒）

    - 衛生課（中央家畜衛生所、諫早市貝津町3118、北緯32度50分4.1秒 東経130度1分26.2秒）
    - 防疫課（同上）
    - 検査課（同上）
    - 用地管理課
    - 土地改良課
    - 農村整備課
    - 農道課
    - 諫早湾干拓堤防管理事務所（諫早市高来町金崎149-6、北緯32度53分57.7秒 東経130度9分9.3秒）
    - 林業課
    - 森林土木課

- 建設部
  - 【所管区】諫早市、大村市
    - 管理課
    - 用地課
    - 道路第一課
    - 道路第二課
    - 河港課
    - 都市計画課
    - 建築課

## 沿革

### 統合前

#### 県央保健所
大村保健所
- 1938年（昭和13年）8月 - 保健所法に基づき、長崎県下初の保健所として大村保健所が発足。
  - 場所 - 大村市武部郷（現在の大村市武部町）
  - 職員 - 所長以下 10 名
  - 所管 - 現在の大村市の全域・東彼杵郡の全域・佐世保市の一部

- 1942年（昭和15年）5月 - 東彼杵郡だった早岐町が市町村合併で佐世保市に編入される。
- 1951年（昭和26年）10月 - 庁舎を移転。（場所 - 大村市西三城町12）
- 1955年（昭和30年）4月 - 東彼杵郡だった折尾瀬村・江上村・崎針尾村が佐世保市に編入される。
- 1958年（昭和33年）8月 - 東彼杵郡だった宮村が市町村合併で佐世保市に編入される。
- 1966年（昭和41年）3月 - 犬抑留所を設置。
- 1976年（昭和51年）
  - 4月 - 犬抑留所を解体。
  - 8月 - 畜犬管理所を建設。（場所 - 大村市森園郷（現在の大村市森園町））

- 1979年（昭和54年）10月 - 新庁舎建設のため、大村市松並2丁目の仮庁舎で業務を開始。
- 1980年（昭和55年）4月 - 新庁舎が完成。
- 1989年（平成元年）4月 - 食肉検査部門が独立し長崎県川棚食肉衛生検査所となる。
- 1997年（平成9年）4月 - 諫早保健所と統合し、県央保健所となる。保健所本部は諫早保健所を利用し、大村保健所跡地は精神保健福祉センターとして利用。

諫早保健所
- 1944年（昭和19年）10月 - 保健所法に基づき、当時の簡易保険諫早健康相談所が諫早保健所として発足。
  - 場所 - 諫早市上野町の民家を借用。
  - 職員 - 所長以下7 名。
  - 所管 - 現在の諫早市を所轄。

- 1948年（昭和23年）4月 - 所管区域に南高来郡の一部（現在の雲仙市愛野町、吾妻町）、西彼杵郡の一部（現在の諫早市多良見町）を追加。
- 1949年（昭和24年）11月 - 同町（諫早市上野町）内に、庁舎を新築し、移転。
- 1962年（昭和37年）5月 - 犬抑留所を設置（場所 - 諫早市栗面町）
- 1969年（昭和44年）7月 - 諫早市栄田町に精神保健センター（現 精神保健福祉センター）との合同庁舎を建設し、移転。
- 1976年（昭和51年）8月 - 犬抑留所を解体。
- 1984年（昭和59年）3月 - 食肉検査施設が諫早市幸町に完成。
- 1989年（平成元年）4月 - 食肉検査部門が独立し、長崎県諫早食肉衛生検査所となる。
- 1997年（平成9年）4月 - 大村保健所と統合し、県央保健所となる。県央保健所の本部は諫早保健所内に設置。精神保健センターが旧大村保健所跡地に移転。

県央保健所
- 1997年（平成9年）4月 - 地域保健法による県保健所の再編整備で、大村保健所と諫早保健所を統合し、県央保健所を設置。
  - 所管 - 現在の諫早市・大村市・東彼杵郡
    - 旧諫早保健所所管のうち吾妻町、愛野町は県南保健所（島原市、現島原振興局保健部（県南保健所））に移管。

  - 庁舎 - 諫早保健所の敷地建物。
    - 精神保健センターは大村保健所跡地に移転する。

- 2000年（平成12年）3月 - 旧庁舎の横に新庁舎が完成。
  - 庁舎2階建 1997 ㎡ その他 20 ㎡ （敷地5354 ㎡、建築面積1113 ㎡）

- 2001年（平成13年）1月 - 車庫（350 ㎡）と 動物収容施設（12 ㎡）が完成。
- 2004年（平成16年）4月 - 組織改正により、衛生環境課が衛生課と環境課に分かれ、3課から4 課体制となる。
- 2005年（平成17年）3月 - 市町村合併により、所管自治体数が2市8町から2 市3 町（諫早市、大村市、東彼杵郡3町）となる。
- 2009年（平成21年）4月 - 組織改正により、県央振興局保健部（県央保健所）となり、総務企画課が企画調整課に改称。

#### 中央家畜保健衛生所
- 1950年（昭和25年）7月 - 五島列島福江島に福江家畜保健衛生所[9]を設置。
- 19--年（昭和--年）- 佐世保家畜保健衛生所[10]を設置。
- 1951年（昭和26年）
  - 3月 -  佐世保家畜保健衛生所[11]瀬川[12]支所と福江家畜保健衛生所青方[13]支所を設置。
  - 10月 - 諌早家畜保健衛生所を設置。
- 1952年（昭和27年）
  - 6月 - 長崎家畜保健衛生所を設置。
  - 以下の支所を本所に昇格。
    - 佐世保家畜保健衛生所瀬川支所 → 瀬川家畜保健衛生所に昇格。
    - 福江家畜保健所青方支所 → 青方家畜保健衛生所に昇格。
- 1955年（昭和30年）7月 - 大村家畜保健衛生所を設置。
- 1963年（昭和38年）7月 - 諌早家畜保健衛生所に病性鑑定施設を併設。
- 1968年（昭和43年）4月 - 組織統合・再編
  - 4カ所の家畜保健衛生所（長崎、諌早、大村、西海（旧 瀬川））を統合し、中央家畜保健衛生所を設置。時津町に庁舎を新築し、移転。
    - 福江家畜保健衛生所を中央家畜保健衛生所 福江支所とする。
    - 上五島（旧青方）家畜保健衛生所を中央家畜保健衛生所 上五島町駐在とする。
- 1974年（昭和49年）
  - 4月
    - 中央家畜保健衛生所「福江」支所 を 「五島」支所に改称。
    - 中央家畜保健衛生所 上五島町駐在 を 中央家畜保健衛生所「五島支所」上五島町駐在とする。
- 1980年（昭和55年）4月 - 施設拡充のため、現在地（諫早市）に新築移転。家畜衛生研修施設設置所の組織を、衛生課、防疫課、検査課とする。
- 2000年（平成12年）3月 - 上五島町駐在を廃止。
- 2009年（平成21年）
  - 4月
    - 地方機関再編により、県央振興局農林部（中央家畜保健衛生所）衛生課、防疫課、検査課となる。
    - 中央家畜保健衛生所五島支所は、五島振興局農林水産部家畜衛生課（五島家畜保健衛生所）となる。

### 県央振興局（統合後）
- 2009年（平成21年）-長崎県の組織編成により、諫早合同庁舎内に県央振興局が新設。
  - 諫早県税事務所+島原県税事務所 → 税務部
  - 県央保健所 →保健部
  - 長崎農業改良普及センター+県央農業改良普及センター+中央家畜保健衛生所+県央農村整備事務所+長崎林業事務所 → 農林部[14]
  - 諫早土木事務所 → 建設部
- 2011年（平成23年）-農林部の体制が一部改編。
- 2022年（令和4年）4月 - 保健部の組織改正により、衛生課、環境課が衛生環境課へ再編。

## 関連事項
- 長崎県庁
- 県内の他の振興局
  - 長崎振興局
  - 島原振興局
  - 県北振興局
  - 五島振興局
  - 壱岐振興局
  - 対馬振興局